# Walter Hampden
Walter Hampden, all'anagrafe Walter Hampden Dougherty (Brooklyn, 30 giugno 1879 – Los Angeles, 11 giugno 1955), è stato un attore statunitense.

## Biografia
Fratello del pittore Paul Dougherty (1877-1947), Walter Hampden fece il suo apprendistato come attore teatrale in Inghilterra per sei anni, rientrando quindi negli Stati Uniti nei primi anni del Novecento e diventando uno dei più acclamati attori di Broadway. Eccellente interprete del repertorio shakespeariano, Hampden portò più volte sulle scene i personaggi di Amleto, Otello ed Enrico V, ma ottenne il suo maggior successo sul palcoscenico nel ruolo di Cyrano de Bergerac, nato dalla penna di Edmond Rostand, personaggio che interpretò in innumerevoli allestimenti teatrali in un arco di tempo compreso tra il 1923 e il 1936.

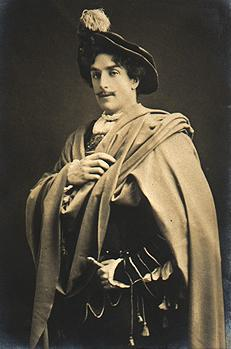
Walter Hampden nel ruolo di Lucenzio in La bisbetica domata di Shakespeare (Londra, Adelphi Theatre, 1904)

Nominato direttore del Colonial Theatre di Broadway nel 1925, Hampden aveva già interpretato alcuni film muti ma la sua carriera sul grande schermo ebbe inizio nel 1939, quando, già sessantenne, gli venne offerto il ruolo dell'Arcivescovo di Parigi (fratello del giudice Frollo) nella versione cinematografica di Notre Dame (1939) di William Dieterle, accanto a Charles Laughton. Pur restando protagonista delle scene teatrali statunitensi, l'attore ottenne successivamente altri ruoli cinematografici da caratterista in film come Paradiso proibito (1940) di Anatole Litvak, Giubbe rosse (1940) di Cecil B. DeMille, La storia del generale Custer (1942) di Michael Curtiz, Vento selvaggio (1942), ancora diretto da DeMille, e Il pilota del Mississippi (1944), in cui interpretò il ruolo di Jervis Langdon.
Nel 1950 apparve in un breve ruolo nell'incipit del film Eva contro Eva (1950) di Joseph L. Mankiewicz, nelle vesti del veterano attore di teatro che consegna il premio Sarah Siddons a Eve Harrington (Anne Baxter). In seguito  prese parte al film di spionaggio Operazione Cicero (1952), nel ruolo di Sir Frederic Taylor accanto a James Mason, e alla commedia Sabrina (1954) di Billy Wilder, nei panni di Oliver Larrabee, padre dei protagonisti Linus (Humphrey Bogart) e David (William Holden). Hampden diede un'apprezzata interpretazione dell'anziano milionario impertinente, che fuma il sigaro di nascosto dalla moglie e tenta di bere un Martini eludendo la sorveglianza dell'inflessibile consorte. Nello stesso anno interpretò il personaggio di Giuseppe d'Arimatea nel kolossal Il calice d'argento (1954), film d'esordio sugli schermi di Paul Newman.
Hampden prestò il suo talento anche alla radio, ove riprese il ruolo di Cyrano de Bergerac nell'adattamento radiofonico Great Scenes from Great Plays, trasmesso nella stagione 1948-1949, e interpretò inoltre la serie The Adventures of Leonidas Whiterhall. Partecipò inoltre a numerosi drammi televisivi, debuttando nel 1949 e interpretando per la prima volta nella sua carriera il ruolo di Macbeth, all'età di 69 anni.
La sua ultima apparizione sui palcoscenici di Broadway risale al 1953, quando interpretò il ruolo del governatore Danforth ne Il crogiuolo, dramma teatrale di Arthur Miller, mentre per il grande schermo si calò ancora una volta nei panni di un severo e autorevole personaggio, quello di re Luigi XI di Francia ne Il re vagabondo (1956), omonimo adattamento dell'operetta di Rudolf Friml, che viene considerata una delle sue migliori interpretazioni. Il film uscì sugli schermi solo dopo la morte di Hampden, avvenuta a Los Angeles l'11 giugno 1955, all'età di 75 anni.
Sposato dal 1905 con Mabel Moore, dalla quale ebbe due figli, per ventisette anni Walter Hampden fu presidente del Player's Club, circolo newyorkese di artisti e intellettuali, la cui biblioteca è intitolata a suo nome.

## Filmografia

### Cinema
- The Dragon's Claw, regia di Stanner E.V. Taylor (1915)
- The Warfare of the Flesh, regia di Edward Warren (1917)
- Notre Dame (The Hunchback of Notre Dame), regia di William Dieterle (1939)
- Paradiso proibito (All This, and Heaven Too), regia di Anatole Litvak (1940)
- Giubbe rosse (North West Mounted Police), regia di Cecil B. DeMille (1940)
- La storia del generale Custer (They Died with Their Boots On), regia di Raoul Walsh (1941)
- Vento selvaggio (Reap the Wild Wind), regia di Cecil B. DeMille (1942)
- Il pilota del Mississippi (The Adventures of Mark Twain), regia di Irving Rapper (1944)
- Eva contro Eva (All About Eve), regia di Joseph L. Mankiewicz (1950)
- La prima legione (The First Legion), regia di Douglas Sirk (1951)
- Operazione Cicero (5 Fingers), regia di Joseph L. Mankiewicz (1952)
- Nostra Signora di Fatima (The Miracle of Our Lady of Fatima), regia di John Brahm (1952) (voce, non accreditato, non confermato)
- Il tesoro dei condor (Treasure of the Golden Condor), regia di Delmer Daves (1953)
- Sombrero, regia di Norman Foster (1953)
- Sabrina, regia di Billy Wilder (1954)
- Il calice d'argento (The Silver Chalice), regia di Victor Saville (1954)
- La straniera (Strange Lady in Town), regia di Mervyn LeRoy (1955)
- Il figliuol prodigo (The Prodigal), regia di Richard Thorpe (1955)
- Il re vagabondo (The Vagabond King), regia di Michael Curtiz (1956)

### Televisione
- The Philco Television Playhouse – serie TV, episodio 1x31 (1949)
- Pulitzer Prize Playhouse – serie TV, episodio 1x14 (1951)
- Schlitz Playhouse of Stars – serie TV, episodio 1x06 (1951)

## Doppiatori italiani
Nelle versioni in italiano dei suoi film, Walter Hampden è stato doppiato da:
- Amilcare Pettinelli in Eva contro Eva, Operazione Cicero, Il re vagabondo, Il calice d'argento
- Lauro Gazzolo in La storia del generale Custer, Sombrero, Sabrina
- Gaetano Verna in Giubbe rosse
- Vinicio Sofia in Notre Dame